# Přírodní park Povodí Kačáku
Přírodní park Povodí Kačáku je chráněná oblast ležící v okresech Beroun, Kladno a Praha-západ sousedící na západě s Chráněnou krajinnou oblastí Křivoklátsko. Centrem území je tok Kačáku (Loděnice).
Území o rozloze 4673 ha je chráněno od roku 1988. V roce 2010 bylo území Povodí Kačáku znovu vyhlášeno a rozšířeno o část bývalého vojenského újezdu Studánka v Brdech.

## Hranice území

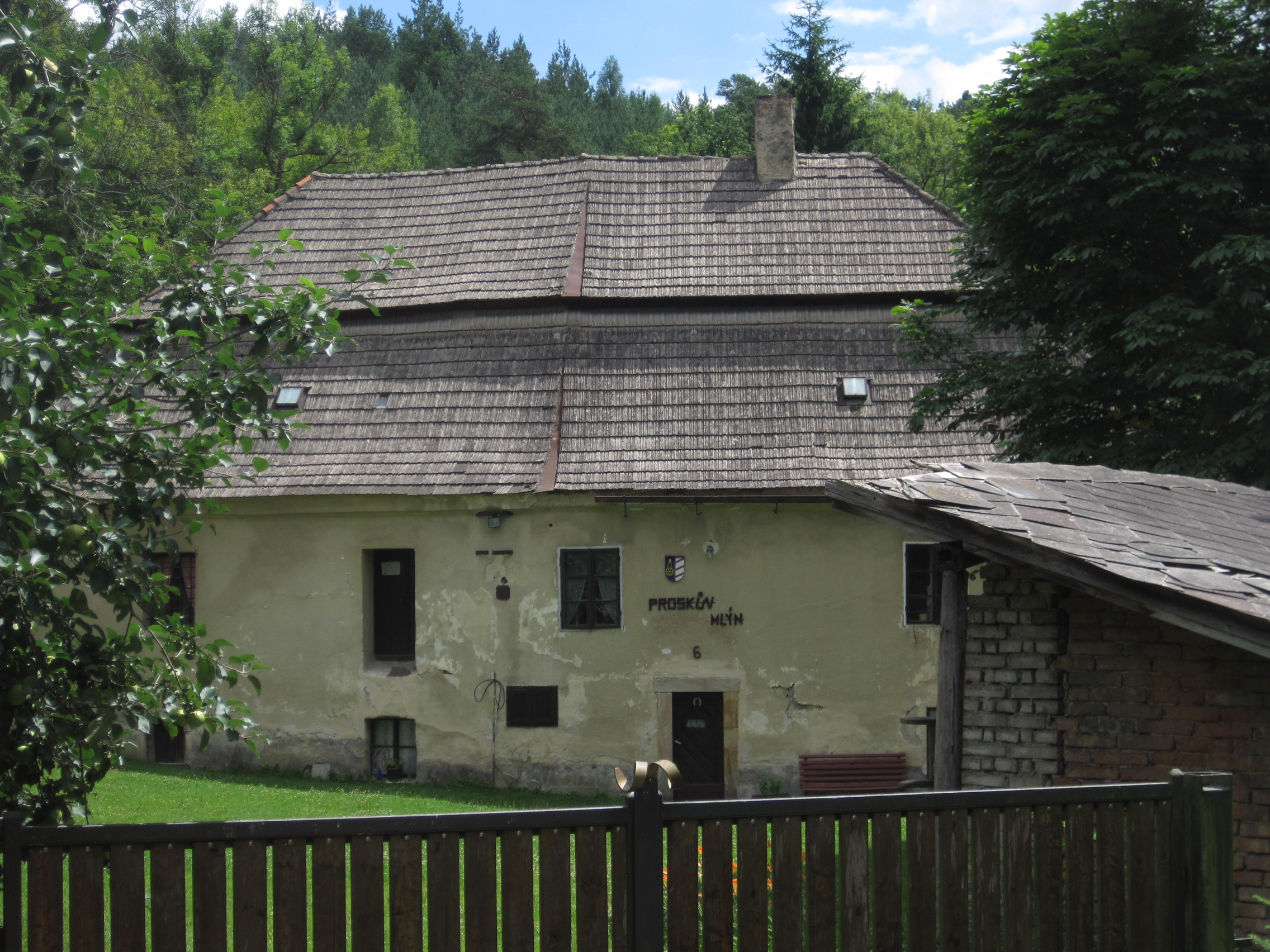
Proškův mlýn v Poteplí

Hranice parku tvoří velmi nepravidelně protáhlý pruh táhnoucí se od severu k jihu s mnoha výběžky. Většina území je tvořen lesem, uvnitř leží obec Malé Kyšice a část Bratronic Dolní Bezděkov, částečně Družec a Nenačovice. Na některých místech tvoří hranici parku hranice lesa (od obce Loděnice na jihu ke Svárovu). Nejseverněji se park dotýká Turyňského rybníka (Záplavy) u Kamenných Žehrovic, odtud hranice parku míří k jihu přes obec Bratronice do polesí Muňava v CHKO Křivoklátsko. Lesem poračuje jižně od vrchu Tuchonín (488 metrů) a Vysoký vrch (486 metrů) k obci Malé Kyšice a odtud podél toku Kačáku po jeho pravém břehu až k soutoku s Chyňavským potokem hustou chatovou zástavbou kolem bývalých mlýnů Kyšický, Dědkův a Markův. Od soutoku s Chyňavským potokem kopíruje hranice parku hranici lesa nejdříve jihozápadně, od obce Libečov k jihovýchodu až ke Kalousovu mlýnu podél silnice přes Chrustenice do obce Loděnice (nejjižnější místo). Odtud podél lesa do Svárova a stále víceméně severně až na okraj města Unhošť, podél rybníka Rybárna s bývalým Kalivodovým mlýnem k Suchému mlýnu, kolem osady Nouzov k Proškovu mlýnu v osadě Poteplí. Odtud lesem severně kolem Horního Bezděkova přes Družec kolem obce Doksy opět k jižnímu cípu Turyňského rybníka.

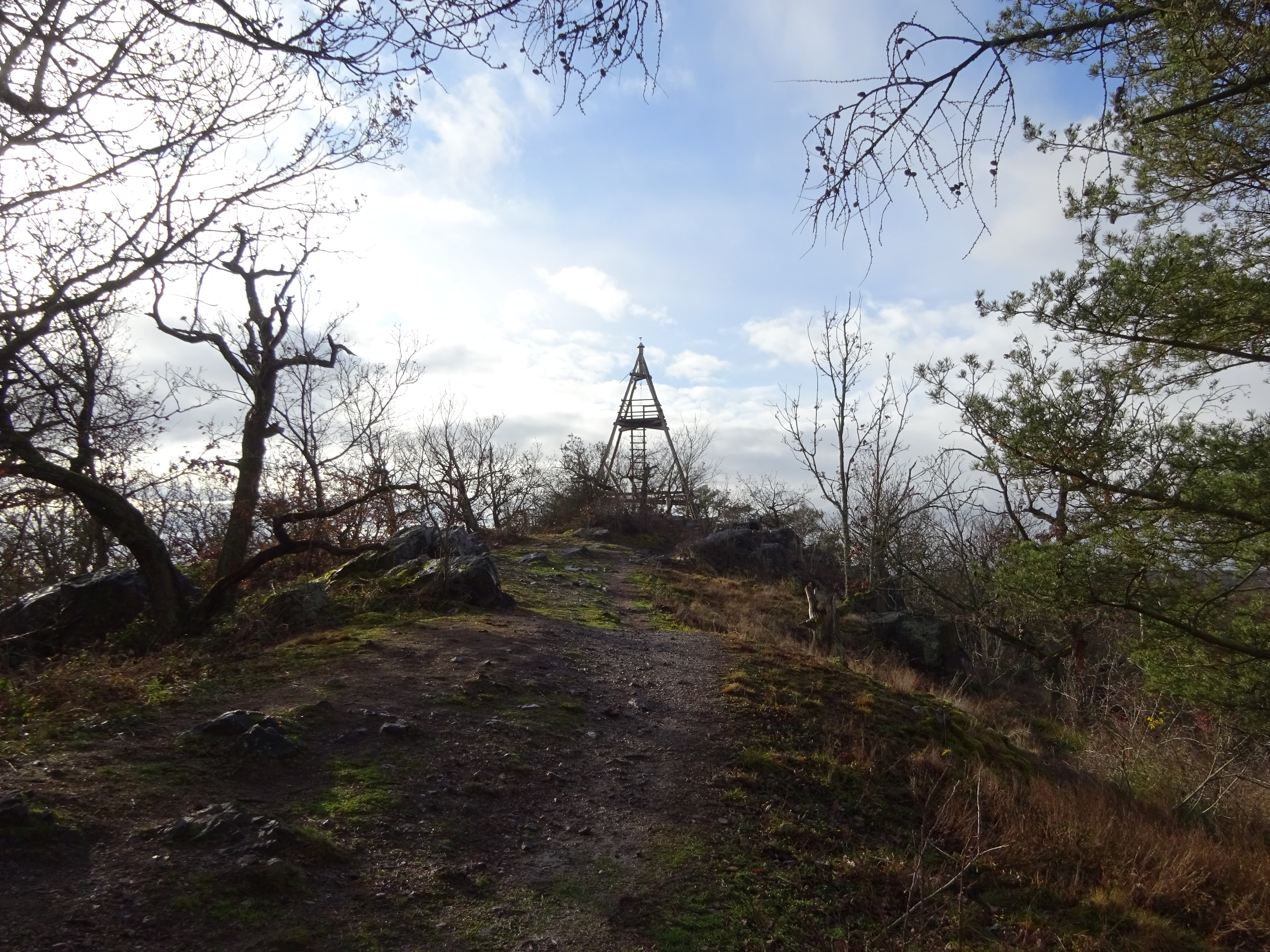
Rozhledna na Vysokém vrchu u Malých Kyšic

Územím prochází několik značených turistických tras, červená značka číslo 0029 prochází územím parku od Markova mlýna až k Turyňskému rybníku, v části sleduje tok Kačáku.

## Geologické poměry, fauna a flóra
Park tvoří přechod mezi Kladenskou plošinou (většinou bezlesou) a Křivoklátskou vrchovinou, na západě se dotýká hranice Chráněné krajinné oblasti Křivoklátsko.

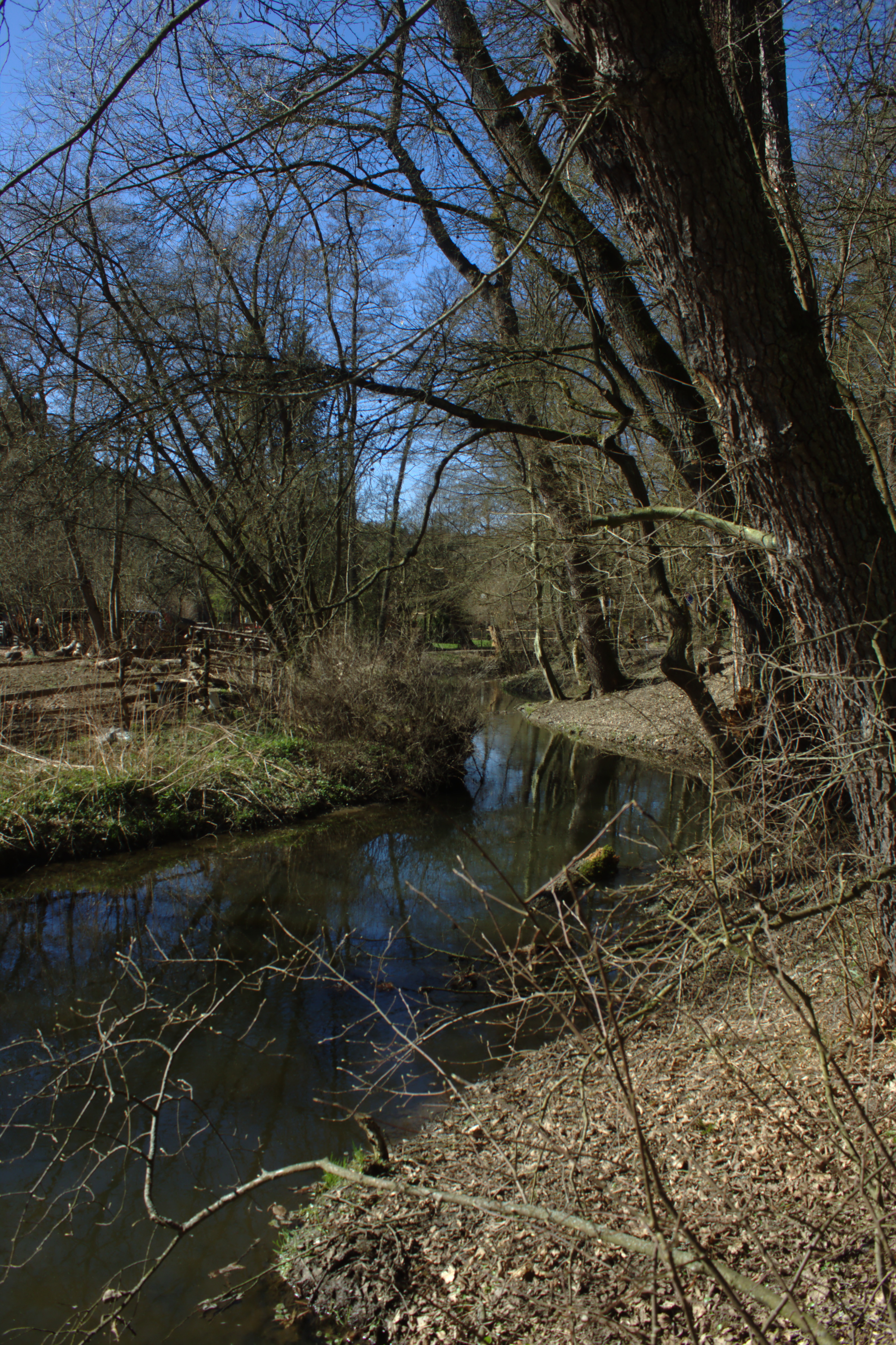
Kačák u Malých Kyšic

Od ploché Kladenské plošiny se liší svoji členitostí s hlubokými údolními zářezy říčky Kačáku, především v části mezi Malými Kyšicemi k ústí s Chýňavským potokem; území působí vrchoviným dojmem (výškové rozdíly hlubokých úbočí jsou až 150 metrů). Geologicky je krajina tvořena břidlicemi, spility, ordoviky, bazalty, buližníky a křemenci. Údolí ležícímu na rozhraní mírně teplé a teplé klimatické oblasti odpovídá i rostlinstvo. Původní dubohabřiny nebo bukový porost byl nahrazen povětšinou smrkem ztepilým a modřínem opadavým. Na území jsou i menší otevřené plochy s loukami, na kterých je chudší vegetace.
Nejcennější část parku leží mezi obcí Malé Kyšice k ústí Chýňavského potoka do Kačáku s několika silně zaklesnutými meandry. Větší částí území nevede žádná komunikace, jen turistické značené cesty. Podél potoka Kačák je velká chatová zástavba, původní  trampské osady vznikaly již za první republiky.
Na území parku je několik maloplošných chráněných lokalit. U Turyňského rybníka jsou hnízdiště vodního ptactva a přírodní památka mokřad Kalspot, kterou vede tudy naučná Drvotova stezka. Přírodní památky Pod Veselovem u Družce a u Markova mlýna (mlýn fungoval do roku 1956) jsou chráněny pro výskyt koniklece lučního.

## Zajímavosti
Na Vysokém vrchu je od roku 2007 osm metrů vysoká dřevěná rozhledna přístupná po žebříku se 17 příčlemi. Výhled je odtud na Křivoklátskou a Rakovnickou pahorkatinu, Brdy a České Středohoří. V roce 1997 původní rozhledna hrála ve filmu Báječná léta pod psa.
Archeolog Jiří Waldhauser objevil v polovině 80. let 20. století na Vysokém vrchu hradiště pravděpodobně z pozdní doby bronzové a doby halštatské. Národní umělec Cyril Bouda vytvořil grafický exlibris s pohledem na Vysoký vrch z Brdců (vrch u Horního Bezděkova, 450 m) svému příteli, kladenskému staviteli a sběrateli Jaroslavu Perglovi.
V jižní části u obce Chrustenice jsou zbytky bývalého rudného dolu (v provozu v letech 1861–1965). Dnes je zde veřejně přístupná Chrustenická šachta s muzejní expozicí.
Proškův mlýn v Poteplí je chráněnou kulturní památkou se zajímavou historií. V blízkém hostinci jeho nájemce Bedřich Fricke založil redakci protiválečného časopisu Odzbrojte!. První číslo s úvodníkem nositelky Nobelovy ceny míru z roku 1905 Berthy von Suttnerové vyšlo 1. října 1904, 2. číslem (listopad 1905) byl časopis zastaven.
Údolí Kačáku po proudu od Mosteckého mlýna byla jedna z legendárních trampských řek s řadou osad: Batalion vznikla již v roce 1928 pod Markovým mlýnem, v roce 1930 Údolí oddechu známé organizací sportovních turnajů ještě v 80. letech 20. století. Osadu Rujana si oblíbil a často navštěvoval kladenský malíř Karel Souček, svoje obrazy věnoval do tombol jako ceny pro vítěze.

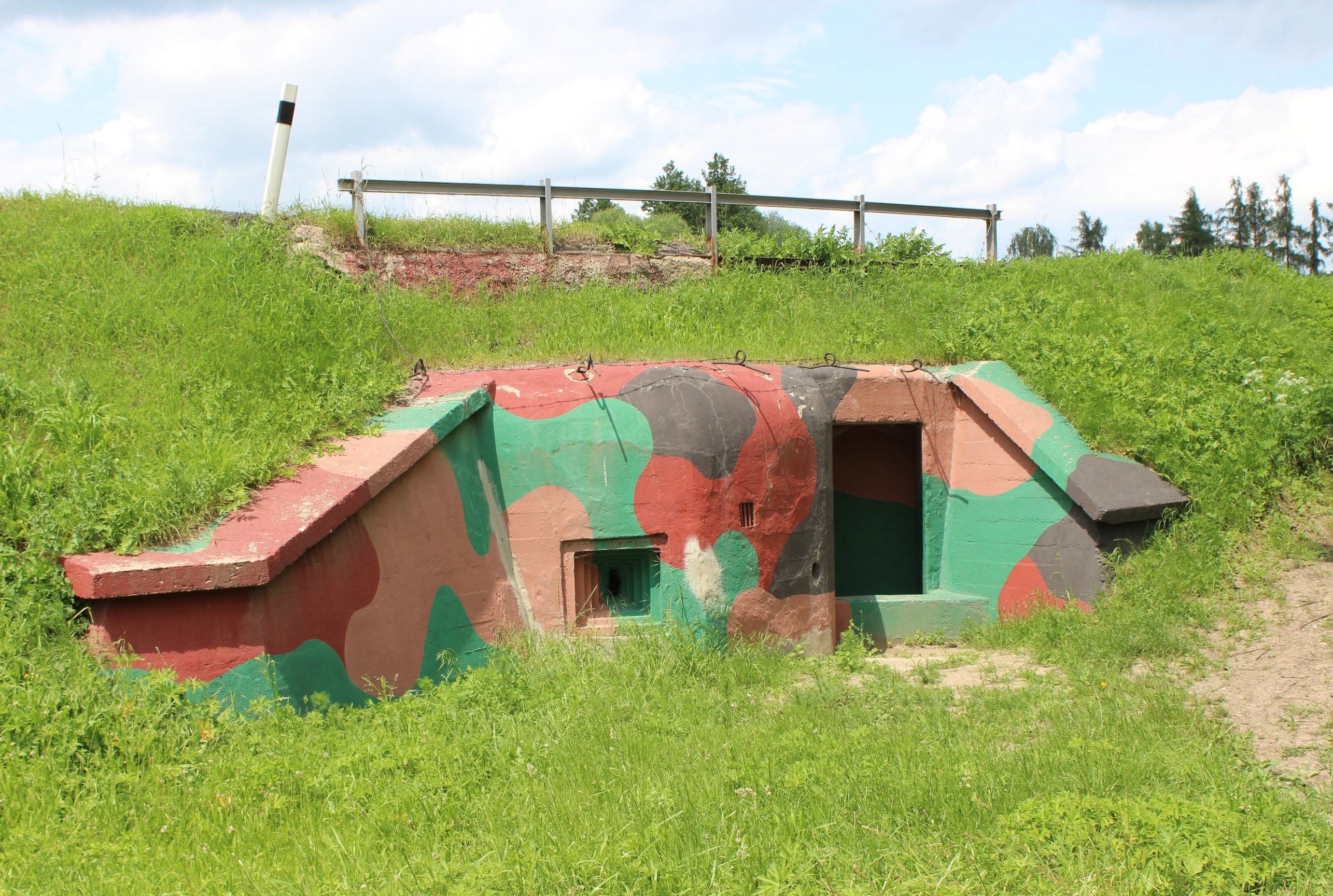
Bunkr u Bratronic

U silnice mezi Bratronicemi a Družcem zůstalo zachováno několik vojenských pevnůstek Vnější obrany Prahy (tzv. Pražské čáry), mezi nimi atypická varianta pevnůstky lehkého opevnění vzor 37. Strop bunkru tvoří silnice, střelecké místnosti vyčnívají do boku silničního náspu. Pro svoji netypičnost jsou nadzemní i podzemní části bunkru památkově chráněny, zrekonstruovány a několikrát ročně zpřístupněny veřejnosti.